# فرديناند ميلر
فرديناند ميلر (بالألمانية: Ferdinand Freiherr von Miller)‏ (و. 1842 – 1929 م) هو فنان، وأستاذ جامعي، ونحات ألماني، ولد في ميونخ، توفي في ميونخ، عن عمر يناهز 87 عاماً.

## جوائز
حصل على جوائز منها:
- النيشان البافاري الماكسيميلياني للعلوم والفن (1892)
- المواطن الفخري لمدينة ميونخ ‏